# Axel Médéric
Pour les articles homonymes, voir Médéric.
Axel Médéric, né le 29 mai 1970 à Créteil (Val-de-Marne) en Île-de-France, est un patineur artistique français. Il est champion de France en 1989 et il participe aux Jeux olympiques d'hiver de Calgary en 1988.

## Biographie

### Carrière sportive
Axel Médéric commence le patinage artistique à l'âge de 6 ans. Alors qu'il participe à un cours, il est repéré par Didier Gailhaguet qui incite ses parents à l'inscrire à l'Institut national du sport, de l'expertise et de la performance l'année suivante. Il devient élève au pôle d'entraînement de Champigny-sur-Marne où officient Didier Gailhaguet et Annick Dumont. 
En 1987-1988, il obtient son premier titre national en devenant vice-champion de France derrière Frédéric Lipka à Grenoble. Il participe pour la première fois aux Championnats d'Europe de patinage artistique, organisés en janvier 1988 à Prague. Il se classe à la 10e place européenne, juste devant son compatriote Frédéric Lipka, alors champion de France en titre.
La Fédération française des sports de glace sélectionne Axel pour représenter la France aux Jeux olympiques d'hiver de février 1988 à Calgary où il arrive en 15e position. Un mois plus tard, la Fédération ne l'envoie pas aux Championnats du monde de mars 1988 à Budapest et c'est Frédéric Lipka qui est sélectionné à sa place.
Lors de la saison 1988-1989, Axel Médéric remporte le titre de champion de France de patinage artistique à Caen. Lors de sa seconde participation aux Championnat d'Europe de patinage artistique, organisés à Birmingham en janvier 1989, il arrive à la 7e place. Deux mois plus tard, il prend la treizième place à ses premiers mondiaux qui se déroulent à Paris. 
En 1992, la Fédération française des sports de glace choisir de l'envoyer avec Philippe Candeloro aux championnats du monde de mars 1992 à Oakland. Son classement à la 33e position au cours du programme court lui ferme les portes du reste de la compétition. 

### Reconversion
Après avoir quitté le patinage amateur en 1993, Axel Médéric participe à plusieurs productions artistiques sur glace. En 1997, il interprète le rôle du Balai enchanté dans le spectacle Walt Disney's World on Ice est notamment l'un des solistes du spectacle "In Concert" de la troupe Holiday on Ice Il travaille notamment et successivement pour Feld Entertainment, Holiday on Ice et au parc Phantasialand.
Axel n'abandonne pas tout à fait la compétition puisqu'il remporte en 1997 l'U.S Open Challenge Cup Professionnal et participe aux World Professionnal Figure Skating Championships à Jaca, en Espagne . 
Depuis février 2008 il est steward sur EasyJet.

## Palmarès
| Compétitions principales      | 1985    | 1986    | 1987    | 1988    | 1989    | 1990    | 1991    | 1992    | 1993    | 1994    |  |  |  |  |
| Jeux olympiques d'hiver       |         |         |         | 15e     |         |         |         |         |         |         |  |  |  |  |
| Championnats du monde         |         |         |         |         | 13e     |         |         | 33e     |         |         |  |  |  |  |
| Championnats d’Europe         |         |         |         | 10e     | 7e      |         |         |         |         |         |  |  |  |  |
| Championnats de France        |         |         | 5e      | 2e      | 1er     | 5e      | 5e      | 4e      | 5e      | 5e      |  |  |  |  |
| Championnats du monde juniors | 8e      | 11e     |         |         |         |         |         |         |         |         |  |  |  |  |
|                               |         |         |         |         |         |         |         |         |         |         |  |  |  |  |
| Autres Compétitions           | 1984/85 | 1985/86 | 1986/87 | 1987/88 | 1988/89 | 1989/90 | 1990/91 | 1991/92 | 1992/93 | 1993/94 |  |  |  |  |
| Coupe d'Allemagne             |         |         |         | 5e      |         |         | 5e      |         |         | 10e     |  |  |  |  |
| Trophée de France             |         |         |         | 8e      | 8e      |         |         |         | 5e      |         |  |  |  |  |
| Trophée NHK                   |         |         |         |         | 13e     |         |         |         |         |         |  |  |  |  |
|                               |         |         |         |         |         |         |         |         |         |         |  |  |  |  |

## Liens et Sources
- Le livre d'or du patinage d'Alain Billouin, édition Solar, 1999

- Ressource relative au sport :   - Olympedia
- (en) Profil olympique d’Axel Médéric sur sports-reference.com (archivé)
- (fr) Photographie d'Axel Médéric, lors d'un spectacle d'Holiday-on-Ice en septembre 2004